# Arthur Terry
Arthur Terry (York, 17 de febrero de 1927 - Colchester, Essex 24 de enero de 2004), hispanista inglés.

## Biografía
Se educó en la St. Peter's School y fue discípulo del hispanista John Brande Trend; en 1947 ganó un puesto de profesor en la Universidad de Cambridge (1944-47); por entonces se interesó por la literatura en catalán. Hizo el servicio militar y aprovechó ese tiempo para aprender ruso. En 1949 una beca le permite ampliar estudios en Cataluña, en particular el monaquismo catalán antiguo y amista con la intelectualidad contraria a la dictadura. Colabora en Ariel y conoce a Aramon, Casacuberta y Bohígas. Vuelve en 1950 al Reino Unido y es nombrado lector asistente en la Queen's University de Belfast. En 1962 sucede al medievalista Ignacio González Llubera como profesor de español en dicha universidad. Traduce poesía catalana y castellana y publica su primer libro sobre literatura catalana,  La poesía de Joan Maragall (1963); participa como organizador en el Grupo de Escritores de Belfast (Belfast Writer's Group) fundado en 1963. Allí amista con Philip Hobsbaum, Seamus Heaney y Michael Longley, entre otros. En dos volúmenes publica An Anthology of Spanish Poetry, 1500-1700 (1965, 1968), que, juntamente con el estudio de 1973 sobre Campos de Castilla de Antonio Machado, le confirman como crítico. 
En 1973 sustituye a Donald Davie como catedrático de Literatura en la Universidad de Essex, donde enseña e investiga hasta 1994, cuando es nombrado profesor emérito de Literatura Comparada. Al lado de un progresivo interés por la literatura hispanoamericana, durante este periodo amplía los estudios y enseñanzas de su departamento y es visitante en la Universidad de Londres; en noviembre de 2003 impartió un curso de doctorado sobre poesía inglesa en la Universidad Autónoma de Barcelona. 
Fue cofundador y presidente de la Anglo-Catalan Society desde 1962 a 1965 y formó parte de la Associació Internacional de Llengua i Literatura Catalanes (1982-88), de la British Comparative Literature Association (1986-92) y de la International Advisory Board de la revista Hispanic Research Journal, del Editorial Advisory Committee del Bulletin of Spanish Studies. Fue colaborador del suplemento literario de The Times, desde el que presentó e introdujo a los autores españoles y catalanes en Inglaterra. Colaboró en Modern Language Review, Bulletin of Hispanic Studies, Tesserae, Journal of Iberian and Latin American Studies, Serra d'Or, Revista de Catalunya, Iberoromania y Romanische Torschungen, entre otras revistas. 
Siguió el método de la literatura comparada y se centró en los poetas medievales catalanes, el Siglo de Oro y la poesía española, catalana e inglesa del siglo XX.

## Obras
- La poesía de Joan Maragall. Barcelona: Barcino, 1963. (2a ed., 2000; 3a ed., 2001)
- A Literary History of Spain: Catalan Literature. Londres/Nueva York: Ernest Benn/Barnes & Noble, 1972.
- Catalan Literature. Londres/Nueva York: Ernest Benn/Barnes & Noble, 1972.
- Introducción a la lengua y la literatura catalanas [con Joaquim Rafel. Apéndice bibliográfico de Albert Hauf y Enric Sullà]. Barcelona: Ariel, 1977. (2a ed., 1983)
- Sobre poesia catalana contemporània: Riba, Foix, Espriu. Barcelona: Edicions 62, 1985.
- Modern Catalan Poetry: A European Perspective. Londres: Queen Mary and Westfield College, 1991.
- Quatre poetes catalans: Ferrater, Brossa, Gimferrer, Xirau. Barcelona: Edicions 62, 1991.
- Readings of J.V. Foix: An Anthology (with English Prose Translations and Complementary Studies) [Arthur Terry (ed.) y Puri Gómez Casademont (coord.)]. Barcelona: The Anglo-Catalan Society/Fundació J.V. Foix/Ajuntament de Barcelona, 1998.
- Tirant lo Blanc: New approaches [Arthur Terry (ed.)]. Woodbridge/Rochester: Tamesis, 1999.
- Three Fifteenth-Century Valencian Poets. Londres: Queen Mary and Westfield College, 2000.
- A Companion to Catalan Literature. Woodbridge/Rochester: Tamesis, 2003.
- La idea del lenguaje en la poesía española: Crespo, Sánchez Robayna y Valente. Conferencias inaugurales de la Cátedra de Poesía y Estética José Ángel Valente. Santiago de Compostela: Universidade de Santiago de Cosmpostela, 2002.
- Two Views of Poetry: An inaugural lecture delivered before The Queen's University of Belfast on 4 March 1964. Belfast: Queen's University, 1964.
- An Anthology of Spanish Poetry, 1500-1700 [Arthur Terry notas e introducción)]. 2 vol. Oxford: Pergamon Press, 1965-68.
- Antonio Machado: Campos de Castilla. Londres: Grant & Cutler Ltd., 1973.
- Belfast Spanish and Portuguese Papers [P.S.N. Russell-Gebbett, N.G. Round i A.H. Terry (ed.)]. Belfast: Queen's University, 1979.
- Seventeenth-century Spanish Poetry: The Power of Artifice. Cambridge: Cambridge University Press, 1993.
- VV. AA., The Sacrifice, and other poems Translated from the Spanish. Belfast: Queen's University/Festival Publications, 1968.
- Joan Maragall, Antologia poètica [Arthur Terry (cur.)]. Barcelona: Edicions 62, 1981. (2a ed., 1984; 3a ed., 1987; 4a ed., 1988; 5a ed., 1990; 6a ed., 1992, 7a ed., 1998; 8a ed., 2001; 9a ed., 2005)